# Bill Halvorsen
Bill Halvorsen, född 8 maj 1987 i Målilla, Kalmar län, är en svensk fotbollsmålvakt som spelar för Borstahusens BK.

## Karriär
Bill Halvorsen har Målilla GoIF som moderklubb. Han har spelat i Åtvidabergs FF (Superettan), IF Sylvia (Div I södra) och IFK Värnamo (Superettan). Halvorsen kom till Landskrona BoIS inför säsongen 2013.
I januari 2015 skrev han på ett 1+1-årskontrakt med FC Rosengård.
I januari 2016 gick Halvorsen till Lunds BK. I januari 2017 skrev han på för division 5-klubben Teckomatorps SK. Halvorsen spelade 10 matcher för klubben. Sommaren 2017 skrev han på för IK Wormo. Inför säsongen 2019 gick Halvorsen till division 5-klubben Borstahusens BK. Han spelade 10 matcher för klubben under säsongen 2019. Halvorsen spelade två matcher i Division 4 2020. Säsongen 2021 spelade han fem matcher.
Säsongen 2022 när Borstahusens Bollklubb vann division 4 så spelade Bill 13 matcher.